# NGC 2603
NGC 2603 è una lontana galassia ellittica compatta situata nella costellazione dell'Orsa Maggiore, a una distanza di circa 830 milioni di anni luce dalla nostra Via Lattea.

## Scoperta
La galassia è stata scoperta il 9 febbraio 1850 dall'astronomo irlandese George Johnstone Stoney.

## Descrizione
NGC 2603 è una galassia attiva caratterizzata da righe di emissione ottiche strette, abbreviata in NLAGN, acronimo dell'inglese narrow-line active galactic nucleus.
Il database SIMBAD la classifica come galassia LINER, cioè una galassia il cui nucleo presenta uno spettro di emissione caratterizzato da larghe righe di atomi debolmente ionizzati.